# شور وگا

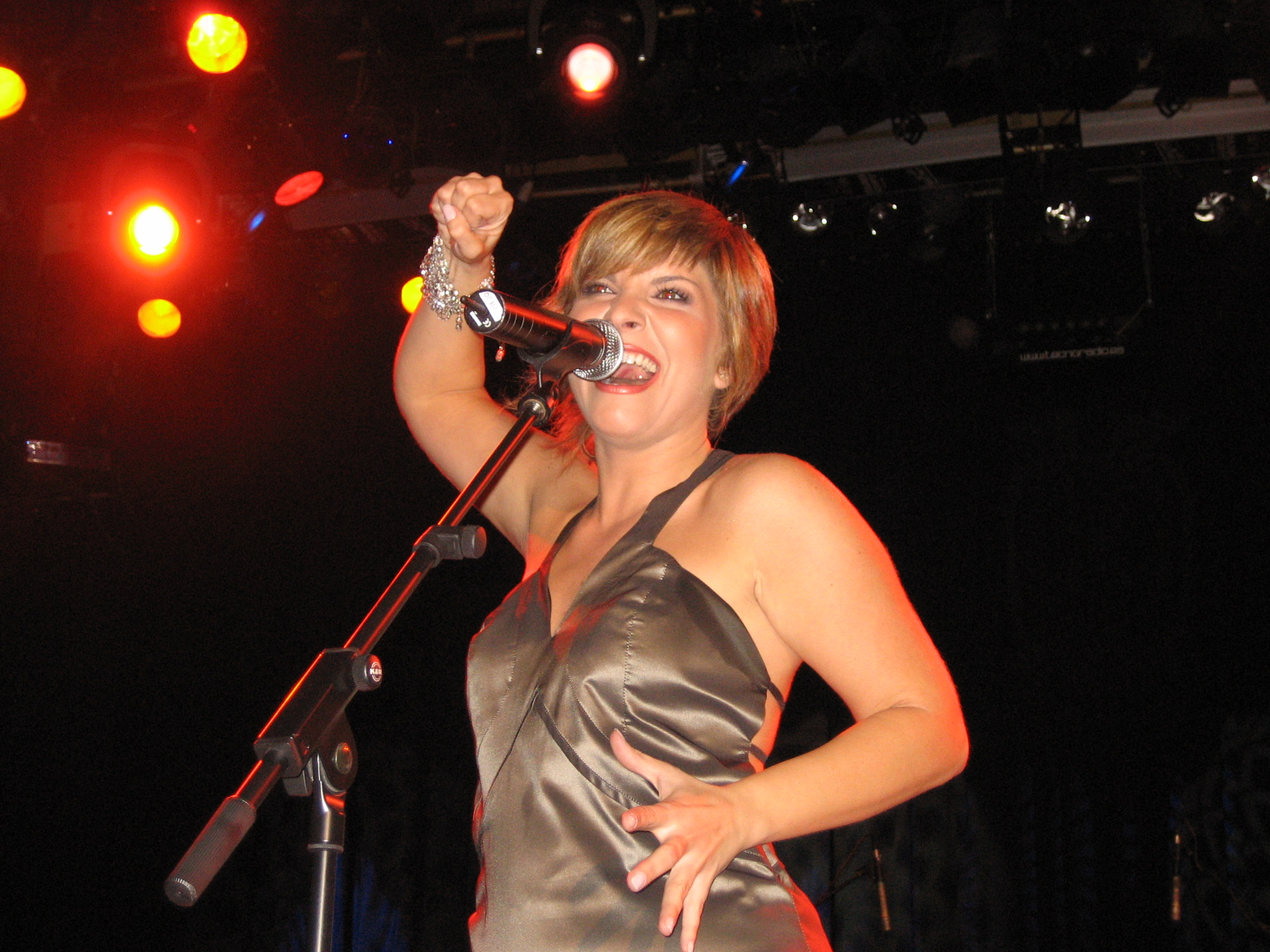

شور وگا نام هنری آنا ماریا آلیاس وگا، (مادرید، ۲۳ آوریل ۱۹۷۶)، یک خواننده موسیقی محبوب اسپانیایی است.
آنا ماریا آلیاس وگا در مادرید به دنیا آمد، اما از کودکی در مالاگا زندگی می‌کرد. مادر او اهل فرگنال د لا سیرا (باداخوز) است. او در دنیای موسیقی با شرکت در گروه کر محله خود شروع کرد، او اولین همکاری خود را در آلبوم سرود کریسمس خیریه با گروهی از مسیحیان جوان (MIES، مبلغان امید) در یک آلبوم آماتور با آواز خواندن در دانش فراموش شده ضبط کرد.